# Hallelujah (Alexandra Burke)
Hallelujah è un singolo di Alexandra Burke del 2008, cover dell'omonimo brano di Leonard Cohen.

## Registrazione e pubblicazione
Il 13 dicembre 2008, durante la serata finale della quinta stagione del talent show del Regno Unito The X Factor, la concorrente Alexandra Burke ha interpretato il brano dal vivo. Durante la sera stessa, Burke è stata proclamata vincitrice del talent show, superando la boyband JLS che, dopo aver interpretato a sua volta una cover di Hallelujah, ha ottenuto il secondo posto finale.
Il brano, precedentemente registrato insieme alla coppia di produttori Quiz & Larossi, è stato pubblicato come singolo digitale per l'etichetta Syco nella notte tra il 13 e il 14 dicembre 2008, a distanza di pochi minuti dalla conclusione della puntata.
Tre giorni più tardi, il 17 dicembre 2008, il singolo è stato pubblicato anche su CD, con l'aggiunta delle cover dei brani Candyman di Christina Aguilera e Without You dei Badfinger, interpretato tra gli altri anche da Mariah Carey.

## Accoglienza
Il singolo ha riscosso un ottimo successo in Regno Unito e in Irlanda, paesi dove ha raggiunto la prima posizione delle classifiche dei singoli. A distanza di una sola giornata dalla pubblicazione del brano, le copie vendute in Regno Unito erano oltre 105.000, un risultato che non era mai stato raggiunto prima e che ha consentito ad Alexandra Burke di superare il record ottenuto nel 2006 da Leona Lewis, che aveva venduto 82.000 copie in ventiquattro ore con il suo primo singolo, A Moment like This. Le vendite totali nel corso della prima settimana hanno poi raggiunto le 576.000 copie, rendendolo il singolo pubblicato da una cantante donna con il miglior risultato di vendite ottenuto nel corso della sua prima settimana in Regno Unito.
Nel corso della stessa settimana, a seguito di una campagna promossa attraverso il Web, la cover di Jeff Buckley raggiunse il secondo posto nella classifica del Regno Unito, consentendo ad Hallelujah di diventare la prima canzone dal 1957 ad occupare contemporaneamente le due posizioni più alte della Official Singles Chart. L'ultimo brano che era riuscito ad ottenere questo risultato era stato Singin' the Blues, che aveva raggiunto il primo e secondo posto nella stessa settimana grazie ai due singoli pubblicati da Tommy Steele e Guy Mitchell.
Nonostante sia stato pubblicato alla metà di dicembre, il singolo è diventato il più venduto del 2008 in Regno Unito, con circa 880.000 copie vendute prima della fine dell'anno. Le vendite complessive hanno in seguito raggiunto il totale di 1.240.000 copie e nel novembre 2012, secondo i dati pubblicati dalla Official Charts Company, il singolo risultava essere il 59º più venduto di sempre nel Regno Unito.

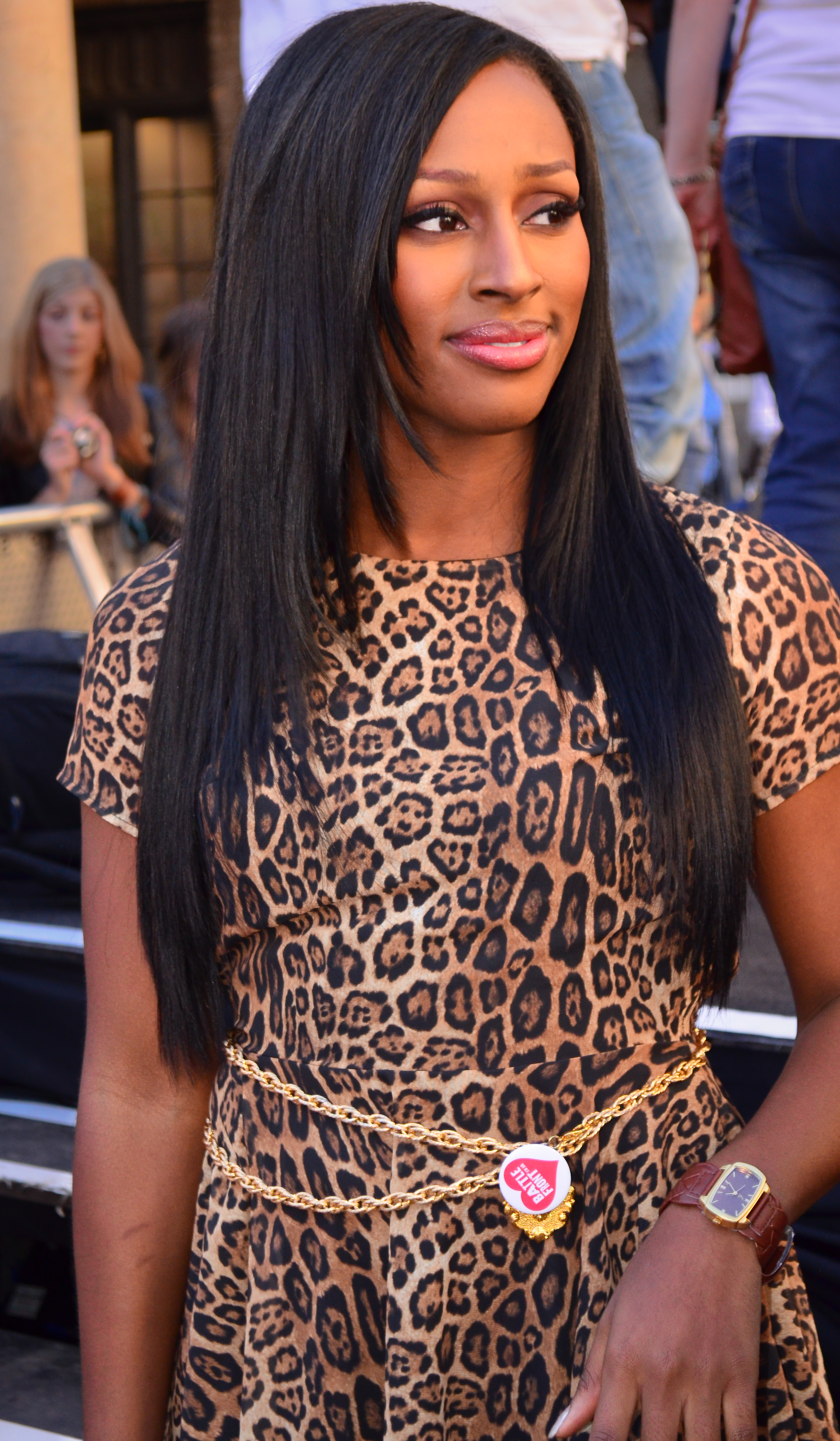
Nel 2008 Alexandra Burke pubblicò una cover del brano che divenne il singolo più venduto dell'anno in Regno Unito.

### Musicisti e staff tecnico
Musicisti
- Alexandra Burke – voce
- Julie Costello – coro
- Patricia Fahanu – coro
- Ladonna Harley – coro
- Pearl Jarrett – coro
- Henrik Janson – arrangiamenti degli archi, conduzione degli archi
- Ulf Janson – arrangiamenti degli archi, conduzione degli archi
- Candice Johnson – coro
- Lawrence Johnson – arrangiamenti del coro, coro
- Marcus Johnsson – coro
- Priscilla Jones – coro
- Bryon Jones – coro
- Josef Larossi – programmazione
- Peter Ljung – pianoforte e tastiere

- Joy Malcolm – coro
- Esbjörn Öhrwall – chitarra
- Andreas Quiz Romdhane – programmazione
- Rita Ora – voce di sottofondo aggiuntiva
- Peters – coro
- Carol Riley – coro
- Pat Scott – coro
- Stockholm Session Orchestra – orchestra

Staff tecnico
- Ian Agate – ingegnere del suono
- Josef Larossi – produttore
- Andreas Quiz Romdhane – produttore
- Neil Tucker – ingegnere del suono
- Markus Wiborn – assistente

### Tracce
CD singolo
1. Hallelujah – 3:40 (Leonard Cohen)
2. Candyman – 2:25 (Christina Aguilera, Linda Perry)
3. Without You – 4:24 (Peter Ham, Tom Evans)

Download digitale
1. Hallelujah – 3:36 (Leonard Cohen)

### Classifiche
| Classifica (2008-11) | Posizione massima |
| -------------------- | ----------------- |
| Austria              | 53                |
| Europa               | 6                 |
| Irlanda              | 1                 |
| Regno Unito          | 1                 |